# Кампотино (Пескара)
Кампотино (итал. Campotino) је насеље у Италији у округу Пескара, региону Абруцо.
Према процени из 2011. у насељу је живело 112 становника. Насеље се налази на надморској висини од 87 м.